# كرب إيل بين الأول
كرب إيل بين بن يثع أمر: مكرب سبئي، كان حكمه ما بين العام (556 ق م - 542 ق م) بحسب تقدير هيرمان فون ويسمان،وحوالي (535 ق م - 520 ق م) وفقًا لرأي عالم الآثار كينيث كيتشن.وقد لقبه المختصين (كرب إيل بين الأول) ليميز عن ملك آخر حكم بعده يسمى (كرب إيل بين بن سمه علي ذريح) ملك سبأ خلال الربع الثالث من القرن الأول قبل الميلاد (Ja 558).
لدينا من عهد كرب إيل بين الأول عدد قليل من النصوص القصيرة، منها نص في صرواح (CIH 632)، ونص آخر (CIH 627) ذكر فيه اسم كرب إيل بين على سد مارب، ويعتقد أنه نقل في وقت لاحق.ومن النصوص الطويلة للمكرب كرب إيل بين، النص (RES 2868)، وجاء فيه: أن كرب إيل بين وسع حدود مدينة نشق بمقدار ستين شوحطًا، وحسن المدينة.
ومن النصوص المهمة التي تتعلق بهذا المكرب النقش الموسم بـ (YMN 20)، وقد جاء فيه: أن كرب إيل بين بن يثع أمر قام بإلغاء الجزية التي كان يفرضها (يدع إيل ذريح) على بعض مناطق تهامة. ومن المثير للاهتمام أن النص يسجل أن هناك نسخ من المرسوم محفوظة في موقع مختلف.ويظهر من النص أن خلفاء كربئيل وتر (نحو 650 ق م) من مكاربة سبأ حافظوا على المكتسابات التي حقهها كربئيل وتر من توحيد جنوب الجزيرة العربية تحت حكم دولة سبأ، بما في ذلك مناطق تهامة، وبقاء الدولة على إتساعها إلى زمن المكرب كرب إيل بين.
يفترض العلماء أن ذمار علي وتر هو ابن كرب إيل بين، وإليه يعود النص (RES 2865) وقد جاء فيه: أن المكرب ذمار علي وتر ابن كرب إيل كَلَّفَ بتوسيع مدينة نشق، وبإصلاح الأراضي المحيطة بها، وبتحسين نظم الري فيها، وذلك فيما وراء الحد الذي وضعه أبوه لهذه المدينة، وأنه قد جعل ذلك وقفًا على شعب سبأ.ويظهر أن نشق كانت حتى عهد ذمار علي وتر ضمن النطاق السبئي، وقد عني بها المكربين كرب إيل بين وذمار علي وتر، وقاموا بتوسعتها واستصلاح أرضها لإسكان السبئيين فيها، ووزعوا الأراضي الزراعية منها على أتباعهم.